# Lycaeides regina
Lycaeides regina är en fjärilsart som beskrevs av Gr.-gr. Lycaeides regina ingår i släktet Lycaeides och familjen juvelvingar. Inga underarter finns listade i Catalogue of Life.